# Lopotatimni
Lopotatimni (Lopolatimne, kod Boasa), ogranak Miwok Indijanaca, porodica Moquelumnan, nekad naseljeni u okrugu Eldorado ili Sacramento u Kaliforniji. Razni autori nazivaju ih sličnim imenima: Lapototot (Bancroft), Lopotalimnes (Gallatin) i Lopotatimnes (Hale). 

## Vanjske poveznice
- A Survey of American Indian Logology  Arhivirana inačica izvorne stranice od 8. svibnja 2010. (Wayback Machine)